# Europees kampioenschap voetbal vrouwen onder 17 - 2019
Het Europees kampioenschap voetbal vrouwen onder 17 van 2019 was de 12e editie van het Europees kampioenschap voetbal vrouwen onder 17, dat jaarlijks wordt georganiseerd door de UEFA voor alle Europese nationale vrouwenploegen onder 17 jaar. Bulgarije werd op 9 december 2017 door de UEFA aangeduid als gastland. Enkel speelsters die geboren zijn op of na 1 januari 2002 waren speelgerechtigd.
Acht landen namen deel aan het toernooi: gastland Bulgarije, de zes poulewinnaars van een eliteronde in de lente van 2019 en de beste tweede van die zes poules. Elke wedstrijd duurt 80 minuten, verdeeld over twee helften van 40 minuten, met een pauze van 15 minuten.

## Kwalificaties
45 nationale ploegen strijden tijdens de kwalificaties gespreid over twee ronden voor de resterende zeven plaatsen op het toernooi.

### Gekwalificeerde landen
| # | Land       | Gekwalificeerd als          | Beste prestatie                           |
| - | ---------- | --------------------------- | ----------------------------------------- |
| 1 | Bulgarije  | Gastland                    | Debuut                                    |
| 2 | Engeland   | Winnaar kwalificatiegroep 1 | Derde plaats (2016)                       |
| 3 | Nederland  | Winnaar kwalificatiegroep 2 | Vierde plaats (2010), halve finale (2017) |
| 4 | Spanje     | Winnaar kwalificatiegroep 3 | Winnaar (2010,2011,2015,2018)             |
| 5 | Duitsland  | Winnaar kwalificatiegroep 4 | Winnaar (2008,2009,2012,2014,2016,2017)   |
| 6 | Portugal   | Winnaar kwalificatiegroep 5 | Laatste in poulefase (2014)               |
| 7 | Denemarken | Winnaar kwalificatiegroep 6 | Derde plaats (2008,2012)                  |
| 8 | Oostenrijk | Winnaar kwalificatiegroep 7 | Derde in poulefase (2014)                 |

## Groepsfase

### Groep A
| Pos | Team       | Wed | W | G | V | Ptn | DV | DT | +/− | Kwalificatie |
| --- | ---------- | --- | - | - | - | --- | -- | -- | --- | ------------ |
| 1   | Spanje     | 3   | 2 | 1 | 0 | 7   | 9  | 0  | +9  | Halve finale |
| 2   | Portugal   | 3   | 2 | 0 | 1 | 6   | 4  | 7  | −3  | Halve finale |
| 3   | Denemarken | 3   | 1 | 1 | 1 | 4   | 2  | 1  | +1  |              |
| 4   | Bulgarije  | 3   | 0 | 0 | 3 | 0   | 1  | 8  | −7  |              |

|                          |                  |         |                                         | |
| 5 mei 2019 14:00 (UTC+3) | Bulgarije        | 1–3     | Portugal                                | Stadion: Dobritsj Stadion, Dobritsj Toeschouwers: 3.000 Scheidsrechter: Aleksandra Česen (Slovenië) |
| 5 mei 2019 14:00 (UTC+3) | Parapunova 45+1' | verslag | 6' Alagoa 29' (e.d.) Besette 77' Negrão | Stadion: Dobritsj Stadion, Dobritsj Toeschouwers: 3.000 Scheidsrechter: Aleksandra Česen (Slovenië) |
| 5 mei 2019 14:00 (UTC+3) |                  |         |                                         | Stadion: Dobritsj Stadion, Dobritsj Toeschouwers: 3.000 Scheidsrechter: Aleksandra Česen (Slovenië) |
| 5 mei 2019 14:00 (UTC+3) |                  |         |                                         | Stadion: Dobritsj Stadion, Dobritsj Toeschouwers: 3.000 Scheidsrechter: Aleksandra Česen (Slovenië) |
|                          |                  |         |                                         | |

|                          |         |     |            |                                                                           |
| 5 mei 2019 16:30 (UTC+3) | Spanje  | 0–0 | Denemarken | Stadion: Kaliakra Stadion, Kavarna Scheidsrechter: Sabina Bolić (Kroatië) |
| 5 mei 2019 16:30 (UTC+3) | verslag |     |            | Stadion: Kaliakra Stadion, Kavarna Scheidsrechter: Sabina Bolić (Kroatië) |
| 5 mei 2019 16:30 (UTC+3) |         |     |            | Stadion: Kaliakra Stadion, Kavarna Scheidsrechter: Sabina Bolić (Kroatië) |
| 5 mei 2019 16:30 (UTC+3) |         |     |            | Stadion: Kaliakra Stadion, Kavarna Scheidsrechter: Sabina Bolić (Kroatië) |
|                          |         |     |            |                                                                           |

|                          |           |         |                                         |                                                                                   |
| 8 mei 2019 11:30 (UTC+3) | Bulgarije | 0–3     | Spanje                                  | Stadion: Dobritsj Stadion, Dobritsj Scheidsrechter: Iuliana Demetrescu (Roemenië) |
| 8 mei 2019 11:30 (UTC+3) |           | verslag | 42' Salinas 45+2' Lloris 72' Paralluelo | Stadion: Dobritsj Stadion, Dobritsj Scheidsrechter: Iuliana Demetrescu (Roemenië) |
| 8 mei 2019 11:30 (UTC+3) |           |         |                                         | Stadion: Dobritsj Stadion, Dobritsj Scheidsrechter: Iuliana Demetrescu (Roemenië) |
| 8 mei 2019 11:30 (UTC+3) |           |         |                                         | Stadion: Dobritsj Stadion, Dobritsj Scheidsrechter: Iuliana Demetrescu (Roemenië) |
|                          |           |         |                                         |                                                                                   |

|                          |            |         |                |                                                                           |
| 8 mei 2019 14:00 (UTC+3) | Denemarken | 0–1     | Portugal       | Stadion: Albena 1 Stadion, Albena Scheidsrechter: Vera Opeykina (Rusland) |
| 8 mei 2019 14:00 (UTC+3) |            | verslag | 90+2' Ferreira | Stadion: Albena 1 Stadion, Albena Scheidsrechter: Vera Opeykina (Rusland) |
| 8 mei 2019 14:00 (UTC+3) |            |         |                | Stadion: Albena 1 Stadion, Albena Scheidsrechter: Vera Opeykina (Rusland) |
| 8 mei 2019 14:00 (UTC+3) |            |         |                | Stadion: Albena 1 Stadion, Albena Scheidsrechter: Vera Opeykina (Rusland) |
|                          |            |         |                |                                                                           |

|                           |                      |         |           |                                                                                 |
| 11 mei 2019 11:30 (UTC+3) | Denemarken           | 2–0     | Bulgarije | Stadion: Dobritsj Stadion, Dobritsj Scheidsrechter: Henrikke Nervik (Noorwegen) |
| 11 mei 2019 11:30 (UTC+3) | Kramer 9' Jensen 76' | verslag |           | Stadion: Dobritsj Stadion, Dobritsj Scheidsrechter: Henrikke Nervik (Noorwegen) |
| 11 mei 2019 11:30 (UTC+3) |                      |         |           | Stadion: Dobritsj Stadion, Dobritsj Scheidsrechter: Henrikke Nervik (Noorwegen) |
| 11 mei 2019 11:30 (UTC+3) |                      |         |           | Stadion: Dobritsj Stadion, Dobritsj Scheidsrechter: Henrikke Nervik (Noorwegen) |
|                           |                      |         |           |                                                                                 |

|                           |          |         |                                                        |                                                                          |
| 11 mei 2019 11:30 (UTC+3) | Portugal | 0–6     | Spanje                                                 | Stadion: Albena 1 Stadion, Albena Scheidsrechter: Reelika Turi (Estland) |
| 11 mei 2019 11:30 (UTC+3) |          | verslag | 26', 58', 60' Paralluelo 44', 63' Lloris 77' Gutiérrez | Stadion: Albena 1 Stadion, Albena Scheidsrechter: Reelika Turi (Estland) |
| 11 mei 2019 11:30 (UTC+3) |          |         |                                                        | Stadion: Albena 1 Stadion, Albena Scheidsrechter: Reelika Turi (Estland) |
| 11 mei 2019 11:30 (UTC+3) |          |         |                                                        | Stadion: Albena 1 Stadion, Albena Scheidsrechter: Reelika Turi (Estland) |
|                           |          |         |                                                        |                                                                          |

### Groep B
| Pos | Team       | Wed | W | G | V | Ptn | DV | DT | +/− | Kwalificatie |
| --- | ---------- | --- | - | - | - | --- | -- | -- | --- | ------------ |
| 1   | Duitsland  | 3   | 2 | 0 | 1 | 6   | 9  | 4  | +5  | Halve finale |
| 2   | Nederland  | 3   | 2 | 0 | 1 | 6   | 7  | 5  | +2  | Halve finale |
| 3   | Engeland   | 3   | 2 | 0 | 1 | 6   | 4  | 5  | −1  |              |
| 4   | Oostenrijk | 3   | 0 | 0 | 3 | 0   | 3  | 9  | −6  |              |

|                          |                      |         |                                    |                                                                                |
| 5 mei 2019 11:30 (UTC+3) | Oostenrijk           | 1–4     | Nederland                          | Stadion: Kaliakra Stadion, Kavarna Scheidsrechter: Henrikke Nervik (Noorwegen) |
| 5 mei 2019 11:30 (UTC+3) | Schasching 8' (pen.) | verslag | 13' Stiekema 18', 31', 90+6' Tromp | Stadion: Kaliakra Stadion, Kavarna Scheidsrechter: Henrikke Nervik (Noorwegen) |
| 5 mei 2019 11:30 (UTC+3) |                      |         |                                    | Stadion: Kaliakra Stadion, Kavarna Scheidsrechter: Henrikke Nervik (Noorwegen) |
| 5 mei 2019 11:30 (UTC+3) |                      |         |                                    | Stadion: Kaliakra Stadion, Kavarna Scheidsrechter: Henrikke Nervik (Noorwegen) |
|                          |                      |         |                                    |                                                                                |

|                          |          |         |                                                            |                                                                                 |
| 5 mei 2019 14:00 (UTC+3) | Engeland | 0–4     | Duitsland                                                  | Stadion: Albena 1 Stadion, Albena Scheidsrechter: Iuliana Demetrescu (Roemenië) |
| 5 mei 2019 14:00 (UTC+3) |          | verslag | 12' (pen.) Bernhardt 23' Woldmann 31' Weidauer 90+2' Gräwe | Stadion: Albena 1 Stadion, Albena Scheidsrechter: Iuliana Demetrescu (Roemenië) |
| 5 mei 2019 14:00 (UTC+3) |          |         |                                                            | Stadion: Albena 1 Stadion, Albena Scheidsrechter: Iuliana Demetrescu (Roemenië) |
| 5 mei 2019 14:00 (UTC+3) |          |         |                                                            | Stadion: Albena 1 Stadion, Albena Scheidsrechter: Iuliana Demetrescu (Roemenië) |
|                          |          |         |                                                            |                                                                                 |

|                          |                      |         |                                                |                                                                                |
| 8 mei 2019 14:00 (UTC+3) | Duitsland            | 2–3     | Nederland                                      | Stadion: Kaliakra Stadion, Kavarna Scheidsrechter: Aleksandra Česen (Slovenië) |
| 8 mei 2019 14:00 (UTC+3) | Rohde 24' Wamser 81' | verslag | 25' de Keijzer 30' van Diemen 43' (pen.) Tromp | Stadion: Kaliakra Stadion, Kavarna Scheidsrechter: Aleksandra Česen (Slovenië) |
| 8 mei 2019 14:00 (UTC+3) |                      |         |                                                | Stadion: Kaliakra Stadion, Kavarna Scheidsrechter: Aleksandra Česen (Slovenië) |
| 8 mei 2019 14:00 (UTC+3) |                      |         |                                                | Stadion: Kaliakra Stadion, Kavarna Scheidsrechter: Aleksandra Česen (Slovenië) |
|                          |                      |         |                                                |                                                                                |

|                          |                       |         |                          |                                                                            |
| 8 mei 2019 16:30 (UTC+3) | Oostenrijk            | 1–2     | Engeland                 | Stadion: Dobritsj Stadion, Dobritsj Scheidsrechter: Reelika Turi (Estland) |
| 8 mei 2019 16:30 (UTC+3) | Schasching 29' (pen.) | verslag | 15' Johnson 35' Robinson | Stadion: Dobritsj Stadion, Dobritsj Scheidsrechter: Reelika Turi (Estland) |
| 8 mei 2019 16:30 (UTC+3) |                       |         |                          | Stadion: Dobritsj Stadion, Dobritsj Scheidsrechter: Reelika Turi (Estland) |
| 8 mei 2019 16:30 (UTC+3) |                       |         |                          | Stadion: Dobritsj Stadion, Dobritsj Scheidsrechter: Reelika Turi (Estland) |
|                          |                       |         |                          |                                                                            |

|                           |                              |         |                |                                                                          |
| 11 mei 2019 16:30 (UTC+3) | Duitsland                    | 3-1     | Oostenrijk     | Stadion: Albena 1 Stadion, Albena Scheidsrechter: Sabina Bolić (Kroatië) |
| 11 mei 2019 16:30 (UTC+3) | Wamser 17', 69' Weidauer 39' | verslag | 90+3' Edlinger | Stadion: Albena 1 Stadion, Albena Scheidsrechter: Sabina Bolić (Kroatië) |
| 11 mei 2019 16:30 (UTC+3) |                              |         |                | Stadion: Albena 1 Stadion, Albena Scheidsrechter: Sabina Bolić (Kroatië) |
| 11 mei 2019 16:30 (UTC+3) |                              |         |                | Stadion: Albena 1 Stadion, Albena Scheidsrechter: Sabina Bolić (Kroatië) |
|                           |                              |         |                |                                                                          |

|                           |           |         |                           |                                                                            |
| 11 mei 2019 16:30 (UTC+3) | Nederland | 0-2     | Engeland                  | Stadion: Kaliakra Stadion, Kavarna Scheidsrechter: Vera Opeykina (Rusland) |
| 11 mei 2019 16:30 (UTC+3) |           | verslag | 46' Robinson 52' Matthews | Stadion: Kaliakra Stadion, Kavarna Scheidsrechter: Vera Opeykina (Rusland) |
| 11 mei 2019 16:30 (UTC+3) |           |         |                           | Stadion: Kaliakra Stadion, Kavarna Scheidsrechter: Vera Opeykina (Rusland) |
| 11 mei 2019 16:30 (UTC+3) |           |         |                           | Stadion: Kaliakra Stadion, Kavarna Scheidsrechter: Vera Opeykina (Rusland) |
|                           |           |         |                           |                                                                            |

## Eindronde

### Halve finale
|                           |                         |         |          |                                                                             |
| 14 mei 2019 14:00 (UTC+3) | Duitsland               | 2–0     | Portugal | Stadion: Dobritsj Stadion, Dobritsj Scheidsrechter: Vera Opeykina (Rusland) |
| 14 mei 2019 14:00 (UTC+3) | Weidauer 25' Wamser 50' | verslag |          | Stadion: Dobritsj Stadion, Dobritsj Scheidsrechter: Vera Opeykina (Rusland) |
| 14 mei 2019 14:00 (UTC+3) |                         |         |          | Stadion: Dobritsj Stadion, Dobritsj Scheidsrechter: Vera Opeykina (Rusland) |
| 14 mei 2019 14:00 (UTC+3) |                         |         |          | Stadion: Dobritsj Stadion, Dobritsj Scheidsrechter: Vera Opeykina (Rusland) |
|                           |                         |         |          |                                                                             |

|                           |              |         |                                       |                                                                           |
| 14 mei 2019 18:30 (UTC+3) | Spanje       | 1–3     | Nederland                             | Stadion: Kaliakra Stadion, Kavarna Scheidsrechter: Sabina Bolić (Kroatië) |
| 14 mei 2019 18:30 (UTC+3) | Lloris 90+2' | verslag | 41' De Keijzer 60' Stiekema 86' Tromp | Stadion: Kaliakra Stadion, Kavarna Scheidsrechter: Sabina Bolić (Kroatië) |
| 14 mei 2019 18:30 (UTC+3) |              |         |                                       | Stadion: Kaliakra Stadion, Kavarna Scheidsrechter: Sabina Bolić (Kroatië) |
| 14 mei 2019 18:30 (UTC+3) |              |         |                                       | Stadion: Kaliakra Stadion, Kavarna Scheidsrechter: Sabina Bolić (Kroatië) |
|                           |              |         |                                       |                                                                           |

### Finale
|                           |                                                 |              |                                                |                                                                                 |
| 17 mei 2019 14:00 (UTC+3) | Nederland                                       | 1–1 2–3 pen. | Duitsland                                      | Stadion: Albena 1 Stadion, Albena Scheidsrechter: Iuliana Demetrescu (Roemenië) |
| 17 mei 2019 14:00 (UTC+3) | Tromp 21'                                       | verslag      | 19' Weidauer                                   | Stadion: Albena 1 Stadion, Albena Scheidsrechter: Iuliana Demetrescu (Roemenië) |
| 17 mei 2019 14:00 (UTC+3) | Strafschoppen                                   |              |                                                | Stadion: Albena 1 Stadion, Albena Scheidsrechter: Iuliana Demetrescu (Roemenië) |
| 17 mei 2019 14:00 (UTC+3) | Tromp de Vette Foederer Loonen Peddemors Brugts |              | Weidauer Pollak Steck Rohde Kowalski Schiemann | Stadion: Albena 1 Stadion, Albena Scheidsrechter: Iuliana Demetrescu (Roemenië) |
|                           |                                                 |              |                                                |                                                                                 |